# Yonaguni (Okinawa)
Pour les articles homonymes, voir Yonaguni.
Yonaguni (与那国町, Yonaguni-chō) est un bourg du district de Yaeyama, situé dans la préfecture d'Okinawa, au Japon. Son nom okinawaïen est Yunaguni, son nom yonaguni est Dunan, et son nom yaeyama est Yunōn.

## Géographie

### Situation
Yonaguni est situé sur Yonaguni-jima, dans les îles Yaeyama, au Japon. Le cap Irizaki est le point le plus à l'ouest du Japon.

### Démographie
Au 31 mars 2025, la population de Yonaguni s'élevait à 1 658 habitants répartis sur une superficie de 28,96 km2.

### Climat
| Mois                                             | jan.      | fév.      | mars    | avril     | mai       | juin      | jui.      | août      | sep.      | oct.      | nov.      | déc.     | année     |
| ------------------------------------------------ | --------- | --------- | ------- | --------- | --------- | --------- | --------- | --------- | --------- | --------- | --------- | -------- | --------- |
| Température minimale moyenne (°C)                | 16,6      | 17        | 18,3    | 20,9      | 23,4      | 26        | 26,8      | 26,4      | 25,3      | 23,6      | 21,3      | 18,2     | 22        |
| Température moyenne (°C)                         | 18,5      | 19        | 20,5    | 23        | 25,4      | 27,9      | 28,9      | 28,7      | 27,5      | 25,4      | 23,1      | 20,1     | 24        |
| Température maximale moyenne (°C)                | 20,7      | 21,3      | 23      | 25,5      | 28        | 30,3      | 31,7      | 31,4      | 30        | 27,8      | 25,3      | 22,2     | 26,4      |
| Record de froid (°C) date du record              | 7,7 1967  | 8,4 1987  | 9 1987  | 12,1 1972 | 15 1971   | 17,6 1982 | 21,9 1976 | 21,7 1974 | 18,2 1966 | 16,2 1968 | 11,4 1992 | 9,1 1967 | 7,7 1967  |
| Record de chaleur (°C) date du record            | 27,5 1977 | 27,7 2019 | 29 2013 | 30,4 2019 | 33,1 2018 | 34,2 2021 | 35,5 2020 | 34,6 2014 | 34,4 2014 | 33,9 2017 | 30,2 2015 | 28 2018  | 35,5 2020 |
| Ensoleillement (h)                               | 52,8      | 60,3      | 88,1    | 104,7     | 142,3     | 182,3     | 257,9     | 227,4     | 180,9     | 132,2     | 86        | 59       | 1 568,6   |
| Précipitations (mm)                              | 187,2     | 163,6     | 163,7   | 153       | 207,3     | 162,3     | 125,3     | 213       | 285,7     | 238,5     | 222,6     | 200,8    | 2 323     |
| Nombre de jours avec précipitations              | 15,8      | 13,6      | 13,4    | 11,1      | 11,3      | 9,3       | 8,4       | 10,4      | 11,7      | 10,8      | 13,6      | 15,7     | 145,6     |
| dont nombre de jours avec précipitations ≥ 10 mm | 6,1       | 4,6       | 4,3     | 4,3       | 4,8       | 4,3       | 3         | 4,5       | 5,5       | 4,7       | 5,4       | 5,7      | 57,2      |
| Humidité relative (%)                            | 75        | 76        | 77      | 79        | 81        | 83        | 80        | 81        | 79        | 75        | 76        | 74       | 78        |

| Diagramme climatique                                  |             |             |             |             |             |               |             |             |               |               |               |
| J                                                     | F           | M           | A           | M           | J           | J             | A           | S           | O             | N             | D             |
| 20,716,6187,2                                         | 21,317163,6 | 2318,3163,7 | 25,520,9153 | 2823,4207,3 | 30,326162,3 | 31,726,8125,3 | 31,426,4213 | 3025,3285,7 | 27,823,6238,5 | 25,321,3222,6 | 22,218,2200,8 |
| Moyennes : • Temp. maxi et mini °C • Précipitation mm |             |             |             |             |             |               |             |             |               |               |               |

## Transports
Yonaguni est accessible par bateau et par avion.

## Patrimoine culturel et naturel
Le bourg de Yonaguni compte dix-huit éléments désignés ou enregistrés comme patrimoine matériel culturel ou naturel, au niveau national, préfectoral ou municipal,. 
- Nom (japonais) (type d’enregistrement)

### Patrimoine matériel
- Résidence de la famille Irifukuhama (bâtiment principal) (入福浜家住宅 主屋?) (National)
- Résidence de la famille Kubura (bâtiment principal, mur de pierres) (久部良家住宅 主屋、石垣?) (National)
- Résidence de la famille Tōgei (bâtiment principal, mur de pierres, puits, réservoir à eau en pierres, réservoir à eau) (東迎家住宅 主屋、石垣、井戸、イチタライ、水タンク?) (National)

### Lieux de beauté pittoresque
- Paysages de Kubura-bari et Kubura-furishi  (久部良バリ及び久部良フリシ?) (National)
- Zone de Kubura-bari (久部良バリ一帯?) (Préfectoral)
- Paysage de Sanninudai (サンニヌ台?) (National) (Préfectoral)
- Paysage de Tindabana (ティンダバナ?) (National)

### Monuments naturels
- Habitat du papillon Atlas (Attacus atlas ryukyuensis) sur le Mont Urabu de l’île de Yonaguni (与那国島宇良部岳ヨナグニサン生息地?) (Préfectoral)
- Digitale variée (Erythrina variegata) géante d’Irimaka (西真嘉大デイゴ?) (Municipal)
- Marais Mitto de Kubura (久部良ミット湿地帯?) (Municipal)
- Réserve naturelle du Mont Kubura sur l’île de Yonaguni (与那国島久部良岳天然保護区域?) (Préfectoral)